# شین داگلاس
شین داگلاس (انگلیسی: Shane Douglas؛ زادهٔ ۲۱ نوامبر ۱۹۶۴) کشتی‌گیر کشتی حرفه‌ای، و آموزگار اهل ایالات متحده آمریکا است.